# 德國足球冠軍
德国足球冠军（德語：Deutsche Fußballmeisterschaft）是自1902年以来在德国足球总会辖下产生的全国性足球顶级冠军的称谓，自1963-64赛季起则在德国足球甲级联赛中产生。首个冠军得主为VfB莱比锡。从1949年至1991年间，在东德足球协会辖下还同时产生有“东德足球冠军”；首个冠军得主为茨维考。纪录保持者则是合共夺得34冠的拜仁慕尼黑，它们于1987年取代了原本已保持64年之久的纪录冠军纽伦堡。
自1974年起还增设有德国女子足球冠军，在不断变化的竞赛模式下，它从1990-91赛季开始是通过德国女子足球甲级联赛产生。首个冠军得主为沃尔施塔特。纪录保持者则是12次冠军得主（含6次东德冠军）波茨坦涡轮。女子德甲成立后的纪录冠军则是已7次夺冠的法兰克福。
拜仁慕尼黑是史上首个同时夺得男子和女子德国冠军的俱乐部。这项双冠成就是在2015-16赛季达成。除此之外，沃尔夫斯堡也曾夺得男子和女子德国冠军，但分别于不同的赛季达成（男子：2008-09赛季；女子：2012-13赛季）。

## 男子赛制
德国足球总会辖下的男子德国足球冠军在1963年以前一直是通过锦标赛（决赛圈）产生。民主德国（东德）自1949年成立后，于1949-50赛季至1990-91赛季是通过设立东德足球高级联赛来产生自己的冠军。自1963-64赛季设立德国足球甲级联赛后，联邦德国（西德）的足球冠军也通过全国范围内的联赛产生。1991年，前东德的顶级俱乐部被并入德甲联赛。

### 1902－1933年
采用单败淘汰制的锦标赛模式一直持续至1933年。每轮淘汰赛仅通过单场决出胜者，原则上会在中立场地进行。如果比赛至加时赛后仍无法定胜负，则会在中立场地进行重赛。但出于财政原因，德国足总经常不执行中立场地的原则，而是选择靠近其中一方的场地。在大多数情况下，这是得到参赛球队的同意后选择的，但在1904年的半决赛中，这种违反中立的行为造成了被淘汰球队的抗议，并最终导致决赛遭取消。
有资格参加锦标赛的球队均来自德国足总辖下的地方性和区域性足协的冠军，其中一度包括设于国外的德籍足协，即“布拉格德国人足球协会”（Prager Deutschen Fußballvereine）——其冠军布拉格DFC甚至于1903年进入了决赛。由于成员协会的数量很少，参加首届德国锦标赛的球队只有六支。一年之后，参赛球队增至八支，而至1905年则增加至十一支。
成员协会的迅速增加，特别的竞赛成绩方面的巨大差异导致德国足总于1906年进行改革。从这时起，锦标赛将设八个参赛名额。该规则一直生效至1924年，并在1911年以前与成员协会的数量相对应（1911年后为七个）。
存在时间较长的大型地区协会有：
- 南部（自1898年起参加锦标赛），
- 中部（自1902年起参赛），
- 西部（自1903年起参赛），
- 柏林（含勃兰登堡，自1890年起参赛，但主要是多个相互竞争的协会，见下文）；

在此期间增加的三个协会为：
- 北部（自1906年起参赛）
- 东南（同上）
- 波罗的海（即北部，自1907年起参赛）；

仅各地区协会的冠军以及卫冕德国冠军有资格参加锦标赛。
然而在1911年之前，柏林地区仍是个例外——那里有两个，有时甚至是三个足球协会相互竞争。因此除了最强协会，即柏林球类运动俱乐部协会的冠军外，还会有一支来自柏林-勃兰登堡的球队可以作为另两个竞争对手（边疆足球协会、柏林田径俱乐部协会）的代表参加锦标赛。直至1911年，它们才在德国足总的施压下合并为一个柏林协会。
在第一次世界大战期间，全国锦标赛被中断。
赛制的再次变化发生于1925年，当时将锦标赛名额增至16席。自此允许各区域协会派出两支，南部和西部甚至三支球队参加锦标赛。卫冕冠军则不再自动获得参赛资格。杯赛的模式得以保留。
直至1933年，不仅是德国锦标赛，各区域协会的冠军也都通过决赛圈的形式决出，仅偶有例外。在这些区域中，通常会存在有大量的顶级联赛（行政区联赛、大区联赛或县级联赛等）。其中最多的是在中部地区设有20至30个联赛，它们各自的冠军会再参加大规模的决赛圈以决出中部冠军。总体而言，德国于1933年以前共有逾50个顶级联赛。

### 1933－1945年
在納粹黨掌權後，隨著1933-34年賽季開始，國內賽事運作進行全面性改革。大規模的傳統區域性足球協會於1933年被迫自行解散，賽事改由新成立的十六個足球大區運作，作為頂級賽事它們各自設有單軌制的大区联赛，16個大區聯賽的冠軍將有資格入圍德國錦標賽決賽圈。進入納粹德國時期，德國隨著帝國日後擴大版土，國內賽事亦加入當時的附庸國奧地利參與。
德國錦標賽決賽圈的賽制也發生變化，十六支大區代表球隊首先被分為四個小組進行雙回合循環賽，各小組的首名出線淘汰賽，最後透過淘汰賽決出德國足球冠軍。大區的數量在頭五年間維持不變，然後至1938年有所增加，首先是通過新領土的合併（例如阿尔萨斯、奥地利、苏台德），然後是原有大區的分割。由於第二次世界大戰，各隊無法再進行長距離的客場比賽。因此在1942-43賽季，德國共設29個大區（1943-44賽季為31個大區），而決賽圈自1941-42年賽季起也恢復純淘汰賽模式。1944-45年賽季則因二戰爆發被提前終止。

### 1945－1949年
第二次世界大戰結束後，佔領的盟軍將德國分為四個佔領區管制，分別歸美国、苏联、英国、法国，四國管制下令解散國內的大多數組織，足球賽事在最初各自的占领区內組織，每個佔領區在不同時期都有自組占领区锦标赛：美国和法国占领区為1946－1948年，柏林為1946－1950年，英国占领区為1947－1948年以及苏联占领区为1948－1949年。然而，許多國內足球會很快重新成立，國內賽事亦慢慢開始恢復。
1948年，各佔領區的代表隊參加戰後首屆德國錦標賽。其中西部佔領區和柏林分別獲得兩個和一個名額，蘇聯佔領區本應也有一個名額，但代表隊普拉尼茨体育俱乐部被禁止參賽。1949年5月23日由美、英、法佔領區合併成立了德意志聯邦共和國，即「西德」，同年10月7日蘇聯佔領區則成立德意志民主共和國，即「東德」。翌年春天，西德足總與東德體委的足球部就成立聯合錦標賽展開談判，其中德國足總建議將參賽名額增至16個，以允許3支東德球隊參賽。然而，談判以失敗而告終。這也使得此後德國足球分成東德和西德各自發展。德國除了分成東德和西德之外，另外還有個薩爾保護領獨立管理，薩爾保護領自第二次世界大戰結束後，薩爾在盟軍分治時期成為法國佔領區，由於法國反對將薩爾納入德國，於是使它成為獨立於聯邦德國（西德）和民主德國（東德）之外的一個特殊保護領地。薩爾曾經在1950年至1956年在國際足協之下擁有自己的代表隊，可以派隊參加奧運會及世界盃。

### 1949－1991年（东德）
东德自1949年起便设立了全国性的高级联赛（在1949-50赛季最初是以“东德体委联赛”的名义运作，且尚无柏林球队；自1950-51赛季起则改称“高级联赛”，并纳入了自当年起不再参加柏林锦标赛的东柏林球队）。因此自1949年起，每个东德足球冠军均是通过联赛产生。高级联赛的创始成员包括14支球队，至1951-52赛季增加为19支，然后于1954年缩减恢复为14支。自那时起，直至两德统一后于1991年解散（自1990年10月3日起改称“东北足协高级联赛”），高级联赛始终维持14支球队的数量不变。

### 1949－1963年（西德）
在德甲联赛于1963年成立以前，原本设有六个、自1950年起设有五个足球高级联赛（南部、西南、西部、北部和柏林）。直至1950年，德国足球冠军都是于赛季结束后在合资格的球队之中通过杯赛模式产生。自1951年起，则先分由八支球队分为两个小组进行双回合循环赛，每组头名再通过单场决赛决出德国冠军。五个高级联赛的冠军可以直接获得分组赛资格，剩下的三个名额则由四个高级联赛的亚军（不含柏林）通过预选赛确定。
这一规则在几年后便已偏离。为了备战1954年世界杯足球赛，由于赛程安排的原因，德国锦标赛决赛圈的参赛名额被减少至六队，并仅进行单回合（而非双回合）循环赛。1957年，德国足总也尝试将单回合循环的分组赛常态化，但未获成功。因此，单循环赛制仅限于1958年和1962年世界杯足球赛的所在年份。

### 1963年至今（西德/德国）
1963年，联邦德国成为欧洲最后一个在全国范围内实行单轨制联赛的国家。促成此举的决定性因素是德国国家队在1962年世界杯足球赛中的表现令人大失所望。世界杯结束后，德国足总联邦议会的代表于1962年7月28日决议成立德甲联赛，它自1963-64赛季启动，最初设有16支球队。仅仅两年后，联赛便临时扩军至18队：由于柏林赫塔被勒令降级，为彰显柏林对德国的重要性，德国足总遂对两支原本应遂竞赛成绩降级的球队作保留处理，同时增补一支西柏林球队入替柏林赫塔。德甲的这一规模从而一直延续至两德统一。
自1990年两德统一以来，则再次产生完整的德国足球冠军。德甲联赛获得保留，东德高级联赛则更名为东北高级联赛，其中排前两名的球队被纳入德甲，因此在1991-92赛季共有20支球队参赛。然而仅仅一年后，该联赛又将规模缩减至18队并沿用至今。德甲联赛是欧洲唯一不足20支球队的顶级联赛，部分原因是德甲需要保持足够长的冬歇期。

## 女子赛制
德国女子足球冠军在1990年以前一直是通过锦标赛（决赛圈）产生。自那以后，冠军则是通过新成立的全国性女子德甲联赛产生。

### 1974年
16支来自各州足协的冠军队在首届德国锦标赛中会被分为四个小组，每组4队。每个小组将通过小型的联赛模式（单循环赛）决出头名。然后，四个小组头名则通过杯赛模式决出德国冠军。半决赛同为单败淘汰制。

### 1975－1976年
16支参赛球队再被分为四个小组，但是从一开始便采用双回合的单败淘汰赛。自半决赛起的赛制则与1974年相同。

### 1977－1990年
自1977年起，德国锦标赛完全采用单败淘汰制。在八分之一、四分之一和半决赛设双回合。1977年、1978年和1979年的决赛也设双回合。此后的决赛则为一场定胜负。
西部地区联赛于1985年设立。一年之后，北德足协也成立了北部地区联赛。其下属协会在这两个联赛中的最佳名次球队均可入围德国锦标赛。

### 1991年－1997年
德国足总于1990年设立了女子德甲联赛。它最初由两个组别组成，每组各10队。在两德统一的过程中，两个组别于1991-92赛季扩军至11队，但第二年又恢复为10队。
每个组别的冠、亚军可晋级半决赛。其中北组冠军将对阵南组亚军，南组冠军则遭遇北组亚军。经过双回合淘汰赛后，胜方将晋级一场定胜负的决赛以决出德国冠军。

### 1997年至今
在1997年夏天，双轨制的德甲联赛改制为合共12支球队的单轨制联赛。时至今日，球队数量仍然维持不变，尽管有关缩小联赛规模的讨论一直存在。

## 冠军奖杯
从1903年至1944年间，德国足球冠军可以在决赛后获得维多利亚杯作为战利品。自1949年以来，赛季结束后的冠军奖品则是原本临时制作的冠军银盘。由于维多利亚杯直至1990年才重新出现，并且不适用于如今的冠军庆典，而冠军银盘则已确立了其地位，即便是1990年以后也自然保留了下来。但应冠军得主的要求，维多利亚杯自那以后还是可以在额外增设的特殊庆典上颁发。

## 冠军星章
自2004-05赛季以来，为应对斯图加特体育俱乐部自行在球衣上作出的印记，德国足球联赛协会（DFL）开始为德甲和德乙俱乐部提供在比赛服上展示其各自冠军成绩的机会。它采用小星章的样式，其数量取决于在德甲联赛（即1963-64赛季起）获得的冠军数：夺得三次以上的俱乐部有权加印1颗星章，夺冠五次以上为2颗、十次以上为3颗、二十次以上为4颗、三十次以上為5顆。
鉴于所有自1903年以来赢得的冠军、包括东德的相关冠军都被德国足总认可为同等意义的正式冠军，然而DFL的规则却仅适用于1963年设立德甲联赛后的德意志联邦共和国冠军，因此屡遭非议。为此，在德甲和德乙之下的赛事级别中出现了其它申请形式，它继续由德国足总组织，但涵盖了自1903年以来的所有冠军。（参见：冠军星章）
| 数量 | 俱乐部（夺冠次数）       |
| ---- | ------------------------ |
| 5    | 拜仁慕尼黑 (34)          |
| 2    | 普鲁士多特蒙德 (5)       |
| 2    | 普鲁士门兴格拉德巴赫 (5) |
| 1    | 云达不来梅 (4)           |
| 1    | 汉堡 (3)                 |
| 1    | 斯图加特 (3)             |

女子冠军星章

→ 参见女子德甲联赛。